# Jean-Louis Thamin
Jean-Louis Thamin, né en 1944 à Bordeaux, est un metteur en scène et directeur de théâtre français.

## Biographie
Jean-Louis Thamin dirige le Nouveau théâtre de Nice, Centre dramatique national Nice-Côte d'Azur, de 1978 à 1985, puis le Théâtre du Port de la lune qui devient le Théâtre national de Bordeaux en Aquitaine de 1986 à 2003. 

## Comédien
- 1966 : Hier à Andersonville d'Alexandre Rivemale, mise en scène Raymond Rouleau, Théâtre de Paris
- 1972 : La Mort des fantômes de Bernard Dabry, mise en scène Denis Llorca, Théâtre de l'Ouest parisien

## Metteur en scène
- 1967 : Arlequin valet de deux maîtres de Carlo Goldoni, Théâtre de la Gaîté-Montparnasse
- 1969 : Les Bacchantes d'Euripide, Théâtre de l'Ouest parisien, Festival d'Avignon
- 1971 : Les Précieuses ridicules de Molière, Comédie-Française
- 1973 : Abraham et Samuel de Victor Haïm, Comédie-Française au Petit Odéon
- 1974 : Le Médecin malgré lui de Molière, Théâtre de l'Atelier
- 1974 : Manon de Jules Massenet, Opéra Garnier
- 1975 : L'Île de la raison de Marivaux, Comédie-Française au Théâtre Marigny
- 1975 : Le Zouave de Claude Rich, Comédie des Champs-Élysées
- 1977 : La Dame de la mer d'Henrik Ibsen, Théâtre Silvia Monfort
- 1978 : La Nuit et le moment de Crébillon fils, Comédie-Française au Petit Odéon
- 1978 : L'Étourdi de Molière, Nouveau théâtre de Nice
- 1979 : Un balcon sur les Andes d'Eduardo Manet, Nouveau théâtre de Nice
- 1980 : L'Épreuve de Marivaux, Comédie-Française
- 1980 : L'Île de la raison de Marivaux, Comédie-Française
- 1980 : Le Mal court de Jacques Audiberti, Nouveau théâtre de Nice
- 1980 : Les Voisines de Jean-Paul Aron, Petit Odéon
- 1980 : L'occasione fa il ladro de Gioachino Rossini, Nouveau théâtre de Nice
- 1981 : Les Serments indiscrets de Marivaux, Théâtre de l'Est parisien, Nouveau théâtre de Nice
- 1982 : L'Échange de Paul Claudel, Nouveau théâtre de Nice, Théâtre national de Strasbourg
- 1983 : L'Idiot d'après Fiodor Dostoïevski, Nouveau théâtre de Nice
- 1984 : Fleurets mouchetés et Le Bureau de Jean-Paul Aron, Festival des jeux du théâtre de Sarlat, La Criée, Nouveau théâtre de Nice
- 1984 : Le Chevalier à la rose de Hugo von Hofmannsthal, Théâtre de la Ville, Nouveau théâtre de Nice
- 1985 : Le Médium de Gian Carlo Menotti, Nouveau théâtre de Nice, Grand Théâtre de Bordeaux
- 1986 : La pietra del paragone de Gioachino Rossini, Grand Théâtre de Bordeaux
- 1987 : Les Mots amoureux de Claude Bourgeyx d'après Violette Leduc, Petit Odéon
- 1988 : Les Nègres de Jean Genet, Théâtre du Port de la Lune
- 1988 : La Ville dont le prince est un enfant de Henry de Montherlant, Petit Odéon
- 1990 : Roméo et Juliette de William Shakespeare, Printemps des comédiens Montpellier
- 1991 : La Société de chasse de Thomas Bernhard, Théâtre de l'Atelier
- 1991 : Cosi fan tutte de Mozart, Grand Théâtre de Bordeaux
- 1993 : Arlequin, serviteur de deux maîtres de Carlo Goldoni, Théâtre du Port de la lune, Théâtre des Treize Vents, Théâtre Silvia Monfort
- 1993 : Katherine Barker de Jean Audureau, Festival de Théâtre de Blaye et de l'Estuaire
- 1994 : Célimare le bien-aimé d'Eugène Labiche, CADO, Théâtre de Bourg-en-Bresse, Théâtre du Port de la lune
- 1996 : Hélène de Jean Audureau, Théâtre du Port de la lune
- 1997 : Le Barbier de Séville de Beaumarchais, Théâtre du Port de la lune
- 2002 : Capitaine Bada, de Jean Vauthier, Théâtre du Port de la Lune
- 2003 : Le Garçon girafe de Christophe Pellet, Théâtre national de Bordeaux en Aquitaine
- 2005 : Les Fausses Confidences de Marivaux, Théâtre Silvia Monfort
- 2006 : Mademoiselle Werner de Claude Bourgeyx, Théâtre des Variétés
- 2007 : Le Diable au corps d'après Andréa de Nerciat, Théâtre Essaïon
- 2011 : La Conversation de Bolzano de Sándor Márai, Studio-Théâtre d'Asnières